# Hill Peaks
Hill Peaks är en bergstopp i Antarktis. Den ligger i Västantarktis. Inget land gör anspråk på området. Toppen på Hill Peaks är 384 meter över havet.
Terrängen runt Hill Peaks är huvudsakligen kuperad.  Trakten är obefolkad. Det finns inga samhällen i närheten.